# 石井淳蔵
石井 淳蔵（いしい じゅんぞう、1947年9月28日 - ）は、日本の経営学者。大阪府出身。専攻は、マーケティング、流通論、特にマーケティング・マネジメント、ブランド論、流通チャネル論。学位は、商学博士（神戸大学・論文博士・1988年）。神戸大学名誉教授。流通科学大学元学長。レンゴー監査役。

## 概要
日本のマーケティング研究におけるパイオニアの一人。広義のマーケティング論から、ブランド、チャネル論、製品開発、営業、インターネット・マーケティング、商業集積、マーケティング・パラダイムなど幅広い研究分野を持つ。大学院では荒川祐吉に師事。経営戦略論研究の加護野忠男、組織論研究の坂下昭宣が同期にあたり、3人は神戸大学の学部生時代からの朋友である。
2000年の広告批評上で行われた糸井重里との対談「インターネット的、偶発的そして人間的」では、インターネットの未来への方向性を示し、その研究活動への先鞭を付けた。また、ビジネスの現場に則した研究成果には実務界からの評価も高く、日本全国で多数の講演活動も行っている。
近年では、慶應義塾大学の嶋口充輝らと共編著で出版した『ゼミナール・マーケティング入門』が実務界・学会双方にも評価。。フィリップ・コトラーに代表される米国流マーケティングの論理展開を異にしたいわゆる日本流のマーケティングテキストを目指す。指導学生に、坂下玄哲（慶應義塾大学教授）、川上智子（早稲田大学教授）など。

## 略歴
- 1970年3月 - 神戸大学経営学部卒業。

- 1972年3月 - 神戸大学大学院経営学研究科修士課程修了。

- 1975年3月 - 神戸大学大学院経営学研究科博士課程単位修得退学。

- 1975年4月 - 神戸大学経営学部助手。

- 1976年4月 - 同志社大学商学部専任講師。

- 1979年4月 - 同志社大学商学部助教授。

- 1986年4月 - 同志社大学商学部教授[3]。

- 1989年4月 - 神戸大学経営学部教授[3]。

- 1999年4月 - 神戸大学大学院経営学研究科教授[3]。

- 2004年4月 - 神戸大学大学院経営学研究科現代経営学専攻長（専門職大学院（MBAプログラム）2006年3月まで）。

- 2008年3月 - 神戸大学退職。2008年4月 - 流通科学大学学長[3]（～2016年3月31日）。

- 2015年6月 - レンゴー監査役[3]。

## 学外における役職
- 日本商業学会学会長（2004年～2006年）[4]
- 日本マーケティング協会理事
- 日本マーケティング学会会長（初代）

## 主な受賞歴
- 1984年 - 『流通におけるパワーと対立』で商業学会賞。
- 1994年 - 『マーケティングの神話』で経営科学文献賞。
- 1996年 - 『商人家族と市場社会』で商工中金研究奨励賞
- 1997年 - 同上で商業学会賞。
- 2002年 - 『インターネット社会のマーケティング』（厚美尚武と共編著）でテレコム社会科学賞奨励賞。

など。

## 著書

### 単著
- 『流通におけるパワーと対立』（千倉書房、1983年）
- 『日本企業のマーケティング行動』（日本経済新聞社、1984年）
- 『マーケティングの神話』（ 日本経済新聞社、1993；岩波書店、2004）
- 『商人家族と市場社会』（有斐閣、1996）
- 『ブランド 価値の創造』（岩波新書、1998年）
- 『営業が変わる』（岩波アクティブ新書、2004年）
- 『マーケティングを学ぶ』（ちくま新書、2010年）
- 『マーケティング思考の可能性』（岩波書店、2012年）
- 『営業をマネジメントする』（岩波書店、2012年）
- 『寄り添う力』（碩学舎、2014年）
- 『中内功 : 理想に燃えた流通革命の先導者』（ PHP研究所、2017年）
- 『進化するブランド : オートポイエーシスと中動態の世界』（碩学舎、2022）

他多数。

### 共著
- 『街づくりのマーケティング』（石原武政と共著、日本経済新聞社、1992年）
- 『現代マーケティング（新版）』（嶋口充輝と共著、有斐閣、1995年）
- 『営業の本質』（嶋口充輝と共著、有斐閣、1995年）
- 『経営戦略論（新版）』（加護野忠男、奥村昭博、野中郁次郎と共著、有斐閣、1996年）
- 『新版・1からのマーケティング』（中央経済社、2004年）
- 『ゼミナール・マーケティング入門』（ 嶋口充輝、栗木契、余田拓郎と共著、日本経済新聞社、2004年）
- 『マーケティング・クリエイティブ』（大西潔と共編著、碩学舎、2005年）

他多数。

### 訳著
- D.A.アーカー、G.S.デイ『マーケティング・リサーチ』（白桃書房、共訳、1981年）
- D.F.エーベル『事業の定義』（千倉書房、1984年、碩学舎から新訳あり）
- D.A.アーカー『戦略市場経営』（ダイヤモンド社、共訳、1986年）
- デイヴィッド・J・ティース編著『競争への挑戦』（白桃書房、共訳、1988年）